# ريتشي غرينوود
ريتشي غرينوود (بالإنجليزية: Ricci Greenwood)‏ (8 أغسطس 1973 في الولايات المتحدة - ) هو لاعب كرة قدم أمريكي في مركز الهجوم. لعب مع كولومبوس كرو ونادي نورنبرغ وفيرجينيا بيتش مارينرز وEl Paso Patriots ‏ وCanton Invaders ‏ وColumbus Xoggz ‏.

## وصلات خارجية
- ريتشي غرينوود على موقع الدوري الأمريكي (الإنجليزية)
- ريتشي غرينوود على موقع قاعدة بيانات كرة القدم.إي يو (الإنجليزية)